# Aristida friesii
Aristida friesii är en gräsart som beskrevs av Eduard Hackel och Johannes Jan Theodoor Henrard. Aristida friesii ingår i släktet Aristida och familjen gräs.
Artens utbredningsområde är Bolivia. Inga underarter finns listade i Catalogue of Life.